# José D’Elía

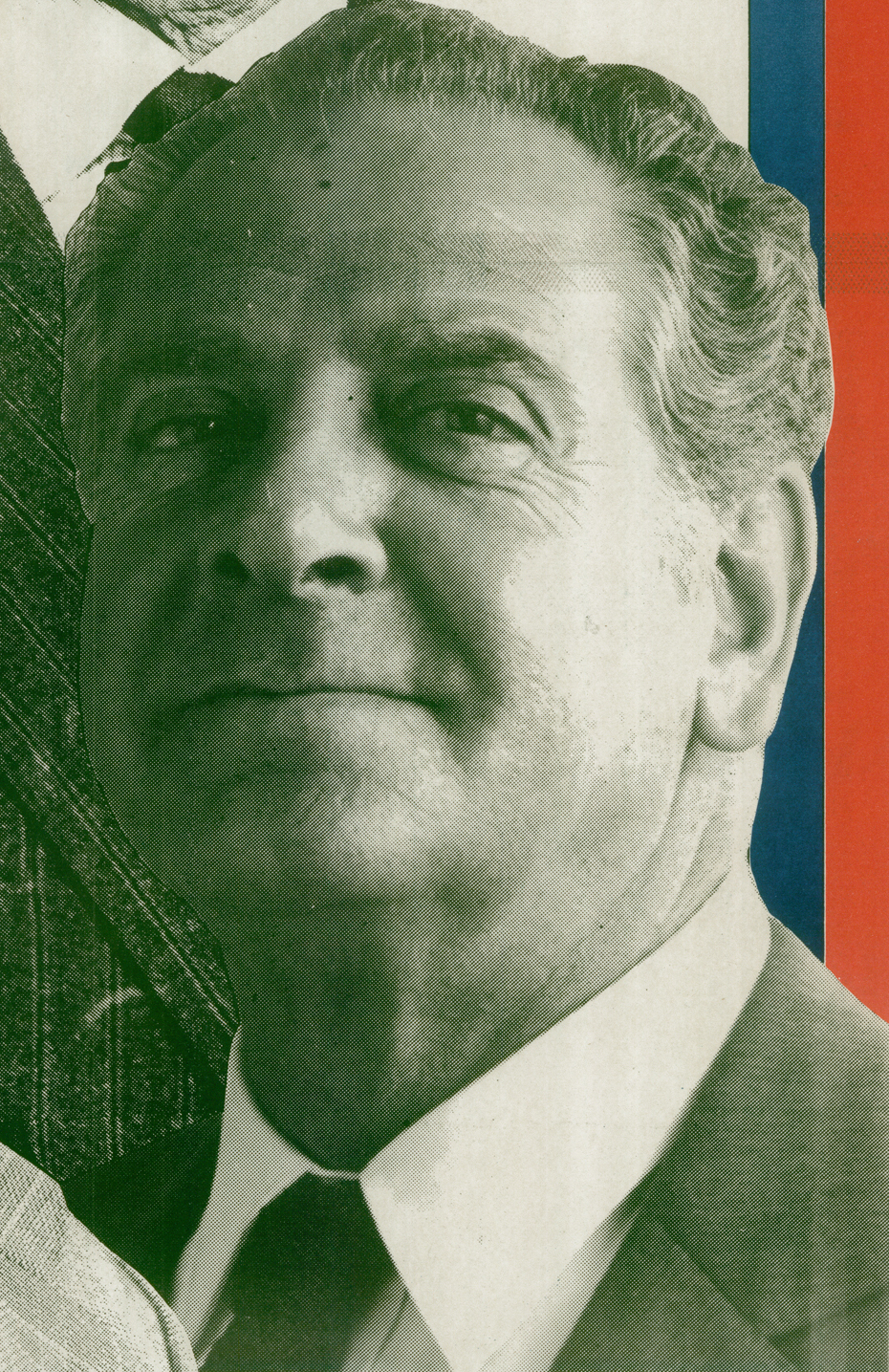
José D’Elía (1984)

José Artigas D’Elía Correa (* 21. Juni 1916 im Departamento Treinta y Tres; † 29. Januar 2007) war ein uruguayischer Politiker und Gewerkschafter.
José D’Elía wurde als Sohn des Germán D’Elía und der Elisa Leonor Correa geboren. Bereits wenige Wochen nach seiner Geburt zog die Familie zunächst nach Rocha, bevor man sich 1928 in Montevideo niederließ. Dort absolvierte D’Elía seine schulische Ausbildung und studierte an der Universidad del Trabajo del Uruguay. 1934 schloss er sich der Partido Socialista del Uruguay an. Dort gründete er mit der Juventud Socialista del Uruguay (JSU) die Jugendorganisation der Partei und hatte fortan die Mitgliedsnummer 1 inne. 1936 wirkte er aktiv im Nationalen Komitee zur Verteidigung der Spanischen Republik mit. Am 17. Juni 1941 heiratete er Delma Bauzá. Am 20. März 1942 nahm er am verfassungsgebenden Kongress der Unión General de Trabajadores (UGT) teil und wurde zu deren „Pro-Secretario“ ernannt. Bereits im Januar des Folgejahres verließ er die UGT jedoch wieder aufgrund von Meinungsverschiedenheiten über die Art und Weise des Umgangs mit einem Streik im Hafen von Montevideo. 1945 nahm er an der 27. Konferenz der Internationalen Arbeitsorganisation teil. 1948 wandte er sich von der Partido Socialista ab und gründete gemeinsam mit Ruben Castillos, Gerardo Cuesta, Miltón Schinca und Pedro Toledo am 18. August 1948 die Agrupación Socialista Obrera (ASO). 1953 verlor er seine Anstellung bei ABBOT aufgrund seiner gewerkschaftlichen Aktivitäten und arbeitete fortan zunächst für Fármaca Uruguaya und später für Laboratorios Greco. Er war sodann Vorsitzender der Gründungskommission der Central de Trabajadores del Uruguay (CTU), war am Gründungsprozess der Convención Nacional de Trabajadores (CNT) beteiligt und wurde schließlich deren Präsident. D’Elía gehörte zudem ab Ende der 1940er Jahre für rund 30 Jahre der Führung der Federación Uruguaya de Empleados del Comercio y la Industria (FUECI) an, der er bereits im Jahre 1940 beigetreten war. Im Juni 1969 wurde er verhaftet und war zeitweise im Gefängnis von San Ramón inhaftiert. 1971 unterstützte er die Gründung der Frente Amplio. Rund zwei Jahre später nahm er am Generalstreik im Zuge des erfolgten Staatsstreichs teil. Nachdem die CNT aufgelöst worden war, war er weiterhin im Untergrund tätig. D’Elía wurde jedoch alsbald verhaftet. Im Zuge dieser Verhaftung wurde sein Pass eingezogen. Er war zwar nicht inhaftiert, stand jedoch in Shangrilá unter ständiger staatlicher Aufsicht. Anfang der 1980er Jahre gehörte er der Comisión Nacional de Derechos Sindicales an und befasste sich mit der gewerkschaftlichen Reorganisation. 1984 war er sodann Kandidat der Frente Amplio für das Amt des Vizepräsidenten. Seit 1993 hatte D’Elía die Ehrenpräsidentschaft des PIT-CNT inne. 2005 wurde ihm seitens der Universidad de la República die Ehrendoktorwürde verliehen. D’Elía hatte zwei Töchter und sieben Enkel.